# سالي (دنقلة)
سالي هي قرية بمنطقة دنقلا في المحافظة الشمالية بالسودان. وكلمة سالي تعني باللهجة السودانية (الرطانة) البخور أو (الطلح)، الذي تستخدمه المرأة السودانية مع الحنة والدخان لإعطاء البشرة لوناً ذهبياً مع رائحة طيبة. وسبب التسمية هو كثرة وجودة أشجار البخور أو (الطلح) حول القرية.

## الموقع الجغرافي
تقع قرية سالي بمحاذاة النيل بالمنطقة الشمالية ريفي القولد. ويحدها من الجنوب الخندق ومن الشمال قرية سوري ويوجد جسر يفصل بين القريتين ويَحُدّها من الشرق نهر النيل وقرية ملواد ومن الغرب الصحراء الكبرى وهذه الصحراء يقطعها درب الأربعين والذي سُمي بهذا الأسم لأن القوافل كانت تستغرق أربعين يوماً للوصول إلى مصر ويُقدر طول الدرب بـ 1,500 كم تقريباً.

## مشروع سالي الزراعي
يُعتبر مشروع سالي الزراعي من أقدم المشاريع الزراعية في الإقليم الشمالي بالسودان، حيث تأسس عام 1941 في قرية سالي بمنطقة دنقلا. اشتهر أهالي القرية بالزراعة، حيث يزرعون الذرة في الصيف، والفول والقمح في الشتاء. بدأت فكرة المشروع عام 1937 في مدينة الإسكندرية بمصر، حيث قرر أبناء قريتي سالي وسوري إنشاء مشروع زراعي تعاوني. وبعد بعض الخلافات، أنشأت كل قرية مشروعها الخاص. تم شراء وحدة الري من إنجلترا عام 1938، ووصلت إلى السودان في نفس العام. تم تركيب الوحدة بواسطة المهندس بولس، وبدأ المشروع إنتاجه بزراعة القمح في الموسم الشتوي لعام 1940.
يُعتبر المشروع مثالًا للتعاون والتكافل بين أبناء القرية، حيث ساهم 128 رجلًا في تأسيسه، مع مشاركة من قرية سوري. تم توسيع قاعدة المساهمين في العقود التالية، ليصل العدد الإجمالي إلى 289 مساهمًا حتى عام 1981.
يُظهر مشروع سالي الزراعي أهمية المبادرات المحلية والتعاونية في تعزيز التنمية الزراعية والاقتصادية في المنطقة. 

## وصلات خارجية
- مشاهد من قرية سالي